# ایثار مؤثر

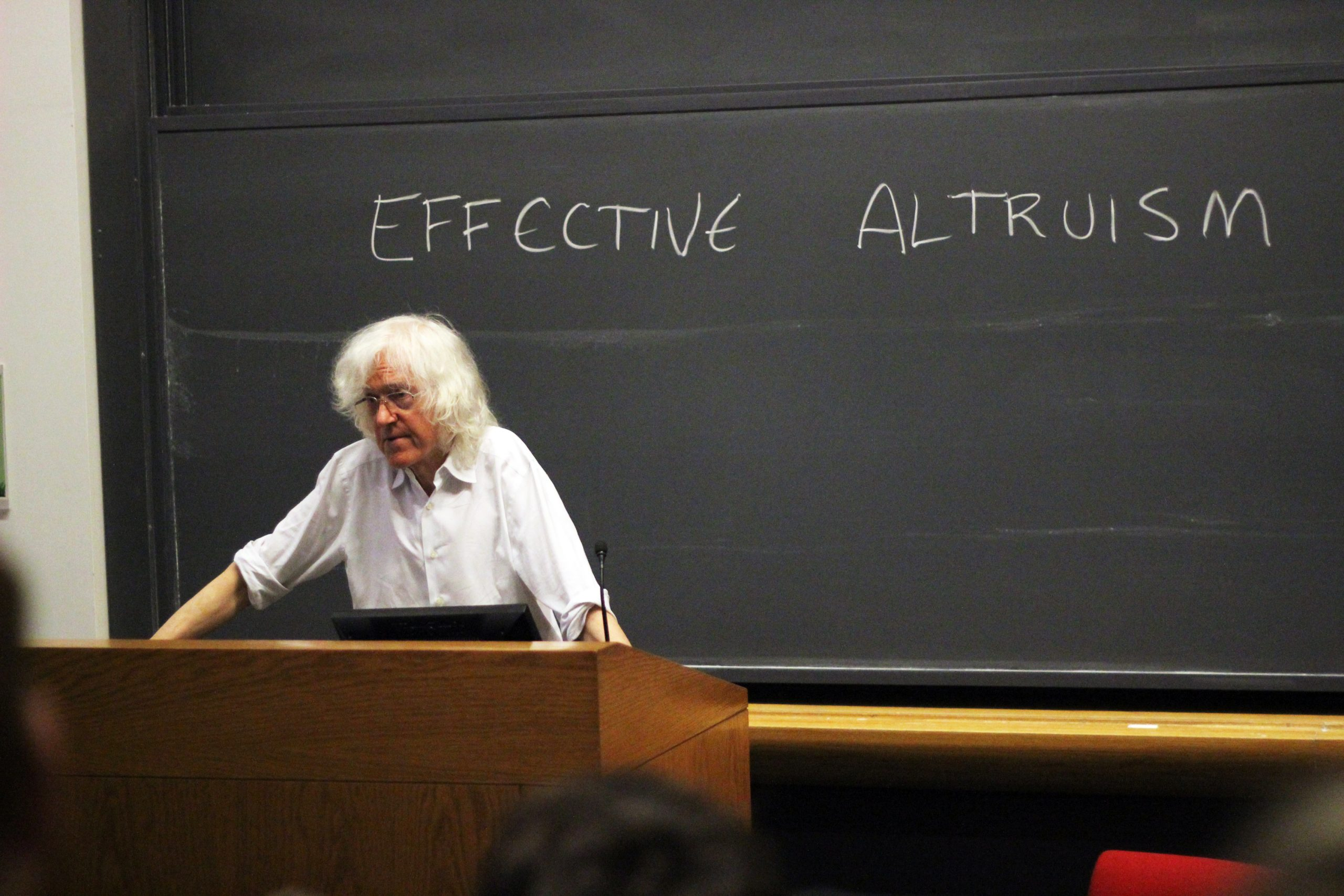
درک پارفیت در دانشگاه هاروارد در حال تدریس مبحث ایثار موثر، ۲۰۱۵

ایثار مؤثر فلسفه و جنبشی اجتماعیست که شواهد و منطق را برای تعیین مؤثرترین شیوه‌های بهبود جهان به کار می‌برد. هدف ایثارگران مؤثر در نظر گرفتن همهٔ نتایج و کنش‌ها، و آنگاه اقدام به شیوه ایست که بیشترین اثرات مثبت را به همراه بیاورد. این رویکرد وسیع، مبنی بر شواهد است که ایثار مؤثر را از ایثار یا امور خیریه سنتی متمایز می‌کند. با این که نسبت قابل توجهی از ایثارگران مؤثر بر بخش ناسودبر تمرکز کرده‌اند، فلسفهٔ ایثار مؤثر قابلیت اعمال بسیار وسیع‌تری دارد، مثلاً در خصوص اولویت بندی پروژه‌های علمی، شرکت‌ها، و سیاست‌هایی که تخمین زده می‌شود صرفه جویی کرده و بیشترین جان‌ها را حفظ کنند. افراد سرشناس مرتبط با این جنبش عبارتند از پیتر سینگر، داستین موسکوویتز و توبی ارد.